# ناو کلاس مینوتر (۱۹۰۶)
کروزر کلاس مینوتر (۱۹۰۶) (به انگلیسی: Minotaur-class cruiser (1906)) یک کلاس از کشتی است که طول آن ۴۹۰ فوت (۱۴۹٫۴ متر) می‌باشد.